# Virginia Aguirre Carrasco
Virginia Aguirre Carrasco (Ojinaga, Chihuahua, 18 de mayo de 1929 - Chihuahua, Chihuahua, 5 de junio de 2013). Fue una política mexicana, miembro del Partido Revolucionario Institucional, se distinguió en la promoción de los derechos políticos de la mujer en México en la década de 1950.
Virginia Aguirre Carrasco se distinguió por su activismo a favor de la concesión del derecho al voto a la mujer, en Ojinaga, derecho por el que luchó incansablemente hasta su obtención en 1953. Como tal fue secretaria del comité municipal del PRI de 1951 a 1958. En 1954, se convierte en la primera mujer ojinaguense en formar parte de un gabinete, al  obtener un puesto público en el H. Ayuntamiento, como Tesorera Municipal. Al siguiente año, es electa como la primera regidora del Ayuntamiento de Ojinaga de 1956 a 1959 y fue elegida por segunda ocasión en el periodo 1969-1971, con la comisión de acción cívico y social. 
El 5 de junio de 2013 falleció en la ciudad de Chihuahua.
- Datos: Q56377650